# هجوم كيسوفيم
في 7 أكتوبر 2023، شنت كتائب الشهيد عز الدين القسام هجومًا مفاجئًا على إسرائيل انطلاقاً من قطاع غزة. استهدفت كيسوفيم الواقع في المنطقة الجنوبية من إسرائيل. ونتيجة لهذا الهجوم العنيف، قُتل ما لا يقل عن أربعة من عناصر الأمن في الكيبوتس، وأربعة مستوطنين آخرين، وستة عمال تايلانديين، وثمانية جنود إسرائيليين، في حين تم اختطاف أربعة أفراد على الأقل ونقلهم إلى غزة.
القرب من وسط قطاع غزة، في إطار هجوم مفاجئ على إسرائيل. قُتل في المعركة ما لا يقل عن 12 من سكان الكيبوتس و6 عمال أجانب. وتم اختطاف شخص واحد إلى غزة. قاتلت قوات الجيش الإسرائيلي وجنود الوحدة الاحتياطية ضد المقاومين وفي المعركة الطويلة 9 قُتل جنود.

## خلفية
كيسيفوم هي قرية زراعية صغيرة في كيبوتس تضم 300 نسمة. وهي تقع بالقرب من معبر كيسوفيم على قطاع غزة، والذي كان الطريق الرئيسي لحركة المرور إلى الكتلة الاستيطانية الإسرائيلية في القطاع قبل انسحاب إسرائيل من القطاع في عام 2005.

### أحداث سابقة
في صباح يوم 7 أكتوبر 2023، شنت حماس هجومًا مفاجئًا على إسرائيل. أطلقت حماس آلاف الصواريخ على أهداف إسرائيلية وأرسلت مئات المسلحين للتسلل إلى المنشآت والمجتمعات العسكرية الإسرائيلية، حيث اشتبكوا مع قوات الأمن.

## الهجوم
في 7 أكتوبر 2023، دخل ما لا يقل عن 70 مقاتلاً من حماس إلى كيبوتس كيسوفيم. كما أعلنت جماعة فلسطينية مسلحة أخرى، وهي الجبهة الديمقراطية لتحرير فلسطين الماوية، أن قواتها (المنظمة تحت اسم كتائب المقاومة الوطنية) كانت تقاتل الجيش الإسرائيلي في كيسوفيم. وقتلوا ما لا يقل عن ثمانية من المستوطنين، بالإضافة إلى ستة عمال تايلانديين. تم آسر أربعة من مستوطني الكيبوتس، وتعرضت مباني الكيبوتس لأضرار جسيمة. ورد فريق أمن الكيبوتس خلال الهجوم وقتل أربعة من أعضاء الأمن، بمن فيهم القائد. وثم وصلت قوات الجيش الإسرائيلي في النهاية.
وصلت وحدة من كتيبة جولاني 51 إلى الكيبوتس لصد هجوم كتائب القسام، واشتبكت في معركة استمرت عدة ساعات. وفي ساعات ما بعد الظهر، بدأ الجنود بإخلاء سكان الكيبوتس المحاصرين في منازلهم. وقتل ثمانية من الجنود الإسرائيلين في المعركة.
أعلنت الحكومة الإسرائيلية البلدات الحدودية في غلاف غزة مناطق عسكرية نشطة بعد هجوم 7 أكتوب، وأغلقت كيسيفوم وأجلت سكانها المتبقين. ومساء السبت، تم إجلاء سكان الكيبوتس إلى فندق على شواطئ البحر الميت.
في 10 أكتوبر، طلب رؤوفين هاينيك من عسقلان، مدير مزرعة ألبان في الكيبوتس، من الجيش الإذن بدخول مزرعة الألبان في الكيبوتس لإطعام الأبقار التي لم تحصل على الطعام والماء لمدة 60 ساعة تقريبًا. وأثناء وجوده في صالة الحلب قتله مجاهد كان مختبئا في الموقع. أدعت إسرائيل إحدى الضحايا البارزين، جينا سيمياتيتش، كانت امرأة تبلغ من العمر 90 عامًا. وبحسب ما ورد تم أخذها قسراً وقتلها.

## أنظر ايضا
- حرب إسرائيل وحماس
- قائمة الاشتباكات خلال الحرب بين إسرائيل وحماس
- هجوم نير عوز
- هجوم كفار عزة
- هجوم بئيري
- هجوم علوميم
- هجوم نيريم